# Helianthus schweinitzii
Helianthus schweinitzii — вид квіткових рослин з родини айстрових (Asteraceae).

## Біоморфологічна характеристика
Багаторічник 100–200(300) см заввишки (кореневищний, дає бульби). Стебла (часто червонуваті, листяні) прямовисні, проксимально ворсисті, дистально ворсисті чи голі. Листки стеблові; протилежні (проксимальні) або чергуються; листкові ніжки 0–1 см; листкові пластинки (від світло- до темно-зелених) від ланцетних до лінійно-ланцетних, 6–18 × 1–2 см, краї цілі чи майже так; поверхні від ворсистих до запушених, абаксіально із залозистими крапками. Квіткових голів 3–6. Променеві квітки 8–15; пластинки 15–22 мм (абаксіально залозисто-крапчасті). Дискові квітки 40+; віночки 5–6 мм, частки жовті; пиляки від темно-коричневих до чорних. Ципсели 3–4 мм, майже голі. 2n = 68. Цвітіння: осінь

## Умови зростання
США (Північна Кароліна, Південна Кароліна). Населяє галявини, узлісся; 20–100+ метрів.